# 5308 Hutchison
5308 Hutchison este un asteroid din centura principală de asteroizi.

## Descriere
5308 Hutchison este un asteroid din centura principală de asteroizi. A fost descoperit pe 28 februarie 1981 la Siding Spring de Schelte J. Bus. Asteroidul prezintă o orbită caracterizată de o semiaxă mare de 2,66 ua, o excentricitate de 0,20 și o înclinație de 11,9° în raport cu ecliptica.